# Sokólniki
Sokólniki (en rus: Сокольники) és un poble de l'óblast de Kurgan, a Rússia, que en el cens del 2010 tenia 68 habitants. Pertany al districte de Safakúlevo.